# Il giorno e la storia
Il giorno e la storia è un programma televisivo italiano di approfondimento storico, in onda quotidianamente sul canale tematico Rai Storia alle ore 8:30 e replicato durante il giorno in varie fasce orarie. In precedenza il programma era chiamato Res Gestae, nome che ha mantenuto dal 2009 fino al 1º aprile 2014.

## Il programma
La trasmissione si propone di raccontare ogni giorno i fatti e i personaggi più significativi del passato relativi a ciascun giorno, con il contributo di storici e di editorialisti. Ogni settimana si alternano i direttori dei principali quotidiani italiani, commentando quotidianamente un particolare fatto storico. I filmati utilizzati provengono dalle Rai Teche, in particolar modo da quanto è andato in onda sui canali nazionali della Rai a partire dagli anni '50 ad oggi (come i telegiornali e gli speciali televisivi come TV7 o Tg2 Dossier).  Il programma ricorda molto una storica trasmissione RAI, l'Almanacco del giorno dopo, in particolare la sua sezione Domani avvenne.

## Loghi
| Logo di Res Gestae |
| ------------------ |